# Jiří Kostka
Jiří Kostka (5. října 1910 Radvanice (Ostrava) – 6. srpna 1985 Plzeň) byl český herec a otec herce Petra Kostky a herečky Zory Kostkové.

## Život
Jiří Kostka pocházel ze starého divadelnického rodu, jako herec začínal nejprve u kočovných divadelních společností, později vystřídal několik oblastních scén (Pardubice, Olomouc, Plzeň, Ostrava), natrvalo však zakotvil až v plzeňském divadle Divadle Josefa Kajetána Tyla, kde působil zhruba 30 let od roku 1949 do roku 1979.
Hrál například ve filmu Slunce, seno, jahody, kde jako kouzelný dědeček ukazoval Šimonovi svůj mlýn. V komedii Jára Cimrman ležící, spící ztvárnil dvojroli císaře Františka Josefa I. a jeho dvojníka, kriminálníka Macháně.